# Шарль I де Креки
Шарль де Бланшфор де Креки (фр. Charles de Blanchefort de Créquy; ок.  1575, Канапль — 17 марта 1638, под Бреме), принц де Пуа, герцог де Ледигьер — французский военачальник, маршал Франции.

## Биография
Граф де Со, сеньор де Креки, Фрессен. Бланшфор и Канапль.
Сын Антуана де Бланшфора (ок. 1545—1575), называемого де Креки, сеньора де Сен-Жанврен, наследника владений и титулов дома де Креки, и Кретьенны д'Агер (1556—1611).
Дядя Антуана кардинал де Креки объявил племянника наследником при условии принятия имени и герба де Креки. Кретьенна д'Агер, придворная дама королевы Луизы Лотарингской, вторым браком вышла за графа де Со (de Sault), и единственный сын от этого брака умер, не оставив потомства, поэтому владения отчима также достались Шарлю.

### Начало карьеры
Свою первую кампанию он проделал в 1594 году волонтером, приняв участие в осаде Лана.
В 1597 году под началом герцога Ледигьера командовал подразделением в Савойской армии, рассеял три сотни крестьян, стороживших проход с горы Ванжани, взял Эгбель и его замок, называемый Тур-Шарбоньер, штурмом захватил форт, сооружавшийся противником на берегу Изера. Получив огнестрельное ранение в бою у Молета, перевязал рану, сев под деревом, а затем вернулся в бой, в котором противник потерял 1200 человек убитыми и ранеными.
Патентом от 16 августа набрал пехотный полк. В конце того года с пятью сотнями аркебузиров разбил у Сент-Андре две тысячи пехотинцев и четыреста кавалеристов герцога Савойского, убив шестьсот человек, взяв в плен офицеров, обоз, знамёна и значки.
Герцог Савойский пытался отвоевать Морьенну, захваченную Ледигьером и Креки, для чего в начале 1598 года собрал силы и в феврале выступил из Шамбери с семью тысячами пехоты и двенадцатью сотнями кавалерии для осады Тур-Шарбоньер. Командир гарнизона обещал Креки продержаться шесть недель, но сдался после восьми дней обороны, и одним из условий капитуляции было обязательство больше не присоединяться к Креки. Тот, в свою очередь, бросился на помощь крепости, забрался на Ванжани, но был окружен противником, отрезавшим пути отступления, и покинут своими войсками, оставшись с группой из двухсот дворян. Чтобы еще больше запутать неприятеля, савойцы вели непрерывный огонь из имевшегося у них орудия. Проведя ночь по пояс в снегу, французы сдались в плен.
2 мая был заключен мир, а 6-го полк Креки был свернут в кампмейстерскую роту. 3 апреля 1600, с началом новой франко-савойской войны, он был восстановлен.
Ночью 14 августа, подорвав петардой одни из городских ворот, Креки овладел Монмельяном, гарнизон которого укрылся в замке. Вскоре внезапной атакой был взят Эгбель. Король назначил Креки губернатором захваченного Монмельяна, а его полк был снова свернут 17 января 1601 в роту.

### Дуэль из-за перевязи
В связи с савойскими кампаниями 1597—1598 годов произошло событие, принесшее Шарлю де Креки известность. Коннетабль взял штурмом форт Шамуссе, тамошний губернатор был убит, бастарду герцога Савойского дону Филиппино, бывшему в составе гарнизона, удалось бежать, но забытая им перевязь попала в руки Креки. Савойский трубач явился требовать выдачи тела губернатора, а Креки заодно передал через него бастарду, что тому более бы подобало стараться не растерять расположение женщин.
Филиппино послал Креки вызов на конный поединок со шпагой и кинжалом. Француз явился в указанное место и, не обнаружив там своего противника, публично обвинил его в трусости. Прошло около года, пока Филиппино не добился новой встречи у форта Барро. Противники встретились, но бастард сражаться отказывался и подписывать отчет о встрече не захотел.
Теперь Креки настаивал на поединке и Филиппино пришлось принять его условия. Бой состоялся между Жьевром и Греноблем. Бастард дважды прокричал, что ранен; победитель приказал ему положить оружие, и тот подчинился. Креки обнял его, оставил своего хирурга для перевязки и удалился, но герцог Савойский, считая Филиппино обесчещенным, отказался допускать его до своей особы. Тогда Филиппино стал заявлять, что вовсе не складывал оружия первым; он составил новый картель, но по-прежнему надеялся избежать поединка.
Наконец, он решил воспользоваться пером вместо шпаги и опубликовал манифест, в котором оправдывал свое поведение. Креки распорядился напечатать ответ, в конце которого заявил, что у противника есть лишь один способ стереть пятно со своей чести: отложить писчее перо и извлечь из ножен стальное.
Видя, что все его уловки бесполезны, и путь к савойскому двору закрыт, пока он не смоет позор собственной или вражеской кровью, бастард назначил новое рандеву в Кирьё 1 июня 1599. Бой продлился недолго: Филиппино был повержен наземь, получив три удара шпагой и два кинжалом, и умер от ран через несколько дней. Его противник не получил даже царапины.

### Гражданские войны
Креки сопровождал маршала Бирона в его знаменитом английском посольстве (1601). Генеральный наместник области Сантера, губернатор Перонны, Мондидье и Руа по смерти графа де Шона (6.02.1604), зарегистрирован Парижским парламентом 10 апреля и принят 12-го.
1 мая 1605, после отставки шевалье де Крийона, король дал Креки полк Французской гвардии и тот передал сыну свою кампмейстерскую роту.
10 июня 1610 стал генеральным наместником Дофине после отставки своего тестя герцога де Ледигьера, получившего в этой провинции пост губернатора на время малолетства графа Суассонского.
Лагерный маршал в армии, собранной против сеньоров, объявивших себя сторонниками королевы-матери (22.05.1619). В июле Мария Медичи примирилась с Людовиком XIII, пожаловавшим Креки в рыцари орденов короля 31 декабря того же года.
Новое возмущение сторонников королевы произошло в следующем году, и монарх направил Креки в Нормандию, куда вскоре прибыл и сам. Креки расположился у рва Канского замка, когда король принял командование. По приказу Людовика привел в Алансон десять рот Французской гвардии, чтобы удержать город на стороне короля, обеспечил покорность Ле-Мана, разбил великого приора в полутора лье от этого города, у Понтева.
После соединения армии Бассомпьера с силами Людовика Креки стал в этом войске лагерным маршалом под началом короля и принца Конде. 7 августа Креки и Бассомпьер взяли укрепления Ле-Пон-де-Се, на следующий день пал замок. Потерпевшая поражение королева подчинилась сыну 10-го.
Ле-Пон-де-Се обороняли герцоги де Вандом и де Рец, и граф де Сент-Эньян. Последний, покинутый двумя другими главарями, был вынужден сдаться, и король вознамерился устроить над ним показательный процесс, как над изменником. Узнав об этом, Креки заявил, что граф является его личным пленником по праву войны, и выдача королевскому суду противоречила бы и правилам чести и праву народов, и пригрозив уйти со службы, если его мнение проигнорируют. Королевский двор опасался его недовольства, поэтому Сент-Эньян отделался потерей должности кампмейстера.
Участвовал в осаде Сен-Жан-д'Анжели (1621), атаковал и взял пригород Тайбура. Получил мушкетную пулю в щеку, но успешно провел осадные работы, вынудив мятежников капитулировать 24 июня.
17 ноября 1621 в Тулузе был назначен командовать на итальянской границе под началом коннетабля. 27 декабря в Бордо был пожалован в маршалы Франции. В следующем году в составе армии короля командовал осадой Монпелье, сдавшегося 19 октября.

### Итальянские войны
В 1625 году служил в войсках коннетабля. Осадил и взял Нови на миланской границе, Гави и его замок, сдавшийся после того, как защитники потеряли 130 человек в ходе вылазки. Вступил с четырьмя тысячами человек в Асти и в тот же день с отрядом из восьмисот кавалеристов заставил герцога де Ферия оставить захваченный мост и отступить. Вынудил неприятеля снять осаду Верруи; в бою 17 ноября убил пятьсот человек, взял двести пленных, захватил палатки и багаж. Получил в этом деле огнестрельное ранение.
28 сентября 1628 унаследовал от тестя титулы герцога де Ледигьера и пэра Франции, был принят в этом качестве Парламентом 23 июля следующего года. Продолжил называться маршалом Креки.
В 1629 году командовал Пьемонтской армией под началом короля, 6 марта штурмом овладел Сузским перевалом, прикрытым тремя ретраншементами и обороняемым отрядом в 2700 человек, и 7-го занял Сузу, после чего герцог Савойский подписал мир с королем (11 марта) и испанцы были вынуждены снять осаду Казале.
В следующем году под началом кардинала Ришельё, лично возглавившего Пьемонтскую армию, обложил Пиньероль (20 марта). Город сдался 22-го, замок 29-го. После этого король сам возглавил завоевание Савойи. Креки подошел к Шамбери 15 мая, город пал 16-го, замок 17-го. Анси, Ромийи, Шарбоньер, Люль, Миолан, Монмельян открыли перед французами ворота. К июлю Людовик овладел всей Савойей.
В 1632 году Креки стал первым дворянином Палаты короля, в следующем году был направлен чрезвычайным послом в Рим. Сложив в марте командование гвардейским полком, он 15 мая отправился из Марселя и 26 июня был принят Урбаном VIII. Задачей маршала было добиться расторжения брака Гастона Орлеанского. Он представил понтифику пространный меморандум и имел с Урбаном несколько встреч, но папа остался непреклонен в своем отказе расторгать контракт, заключенный по всем правилам, предписанным Тридентским собором. В 1634 году был послом в Венеции, где вызвал восхищение своим великолепием и любезностью.
Назначенный 22 марта 1635 заместителем командующего Итальянской армии, он оставался на этом посту до своей гибели. Вступив в Италию с 10 тысячами человек, он в июле осадил Валенцу, но болезни, затяжные дожди, и в особенности разлад в командовании, вынудили маршала 28 октября снять осаду. 17 ноября он заставил сдаться Гандию, после чего овладел крепостью Сатриано.
В следующем году испанцы оккупировали территорию герцогства Пармского, союзника Франции. Креки занял населенные пункты между Мортарой и Новарой, опустошив этот район и выйдя к Тичино. Форсировав реку, маршал двинулся на север к Сомма-Ломбардо, но узнав, что против него двинулись превосходящие силы испанской армии Диего Фелипе де Гусмана, повернул назад и укрепился у Торнавенто. 22 июня в сражении при Торнавенто, поддержанный савойскими войсками, он нанес поражение испанцам. В дальнейшем он двинулся на Милан, но, не сумев взять Анджеру и Варезе, отступил с территории Миланского герцогства в период с 10 по 15 июля. Вторжение французов в Ломбардию провалилось. 
В 1637 году маршал выдержал осаду в Асти, но затем втянулся в продолжительную перестрелку с испанцами у Монбальдоне 8 сентября, и понес значительные потери. Причиной неудачи он объявил измену савойской кавалерии. 
Французы возвели на границе Миланской области крепость Бреме, которую Ришельё в своем «Политическом завещании» называет важнейшим достижением кампании 1635 года. 11 марта 1638 Леганес обложил Бреме; Креки выступил из Турина с несколькими полками на помощь осажденным. Прибыв на место 17-го, он спешился, и, встав напротив дерева, с ближайшего люнета принялся рекогносцировать вражеские позиции. На нем было красное одеяние, что привлекло внимание испанского канонира, выпустившего по необычной цели 17-фунтовое ядро. Прямым попаданием оно разворотило маршалу живот, оторвало левую руку и застряло в стволе дерева, на которое тот опирался.
Деморализованные французы начали отступление, крепость пала, а на место Креки назначили кардинала Лавалета.
Двухтомную биографию маршала Креки опубликовал в 1683 году в Гренобле Никола Шорье. Два тома переписки Креки хранятся в Национальной библиотеке.

## Семья
1-я жена (24.03.1595): Мадлен де Бонн (1576 — январь 1621), дочь Франсуа де Бонна, герцога де Ледигьера, коннетабля Франции, и Клодин Беранже
Дети:
- Франсуа (ок. 1599—1.01.1677), герцог де Ледигьер. Жена 1) (1619): Катрин де Бонн (ум. 1621); 2) (3.12.1632): Анн де Ла-Магделен (ум. 1656), маркиза де Раньи
- Шарль (ум. 14/15.05.1630), сеньор де Канапль. Кампмейстер полка Французской гвардии, умер от раны при осаде Шамбери. Жена (31.05.1620): Анн де Бовуар дю Рур (ум. 18.02.1686), дочь Клода де Бовуар дю Рур, сеньора де Бонваль и Комбале, и Мари д'Альбер-Люин
- Франсуаза (ум. 23.01.1657). Муж (контракт 17.09.1609): Максимильен II де Бетюн (1588—1634), маркиз де Рони
- Мадлен (ок. 1609—31.01.1675). Муж (контракт 11.07.1617): Никола де Нёвиль, герцог де Вильруа, маршал Франции

2-я жена (контракт 13.12.1623): Франсуаза де Бонн (1604—1647), дочь герцога де Ледигьера и Мари Виньон, единокровная сестра его первой жены. Брак бездетный